# Erbent
Erbent (còn được gọi là Yerbent hoặc Ýerbent) là một thị trấn ở tỉnh Ahal, miền trung Turkmenistan. Thị trấn nằm trong sa mạc Karakum. Đây là khu dân cư lớn nhất trên tuyến đường giữa Ashgabat và Daşoguz.

## Tổng quan
Thị trấn bao gồm các tòa nhà một tầng và yurt. Nền kinh tế của nó chủ yếu là chăn nuôi gia súc, điều này đã dẫn đến sự sa mạc hóa của khu vực xung quanh. Một tượng đài thời Liên Xô ở trung tâm làng tưởng niệm 11 người ủng hộ chủ nghĩa xã hội đã hy sinh trong cuộc nổi dậy Basmachi năm 1931.

## Khí hậu
| Dữ liệu khí hậu của Erbent               | Dữ liệu khí hậu của Erbent | Dữ liệu khí hậu của Erbent | Dữ liệu khí hậu của Erbent | Dữ liệu khí hậu của Erbent | Dữ liệu khí hậu của Erbent | Dữ liệu khí hậu của Erbent | Dữ liệu khí hậu của Erbent | Dữ liệu khí hậu của Erbent | Dữ liệu khí hậu của Erbent | Dữ liệu khí hậu của Erbent | Dữ liệu khí hậu của Erbent | Dữ liệu khí hậu của Erbent | Dữ liệu khí hậu của Erbent |
| Tháng                                    | 1                          | 2                          | 3                          | 4                          | 5                          | 6                          | 7                          | 8                          | 9                          | 10                         | 11                         | 12                         | Năm                        |
| ---------------------------------------- | -------------------------- | -------------------------- | -------------------------- | -------------------------- | -------------------------- | -------------------------- | -------------------------- | -------------------------- | -------------------------- | -------------------------- | -------------------------- | -------------------------- | -------------------------- |
| Trung bình ngày tối đa °C (°F)           | 5.5 (41.9)                 | 8.7 (47.7)                 | 15.9 (60.6)                | 24.5 (76.1)                | 31.4 (88.5)                | 37.0 (98.6)                | 39.1 (102.4)               | 37.2 (99.0)                | 31.6 (88.9)                | 22.7 (72.9)                | 15.2 (59.4)                | 7.9 (46.2)                 | 23.1 (73.6)                |
| Trung bình ngày °C (°F)                  | 0.1 (32.2)                 | 2.6 (36.7)                 | 9.2 (48.6)                 | 17.3 (63.1)                | 24.1 (75.4)                | 29.8 (85.6)                | 32.4 (90.3)                | 30.0 (86.0)                | 23.8 (74.8)                | 15.1 (59.2)                | 8.5 (47.3)                 | 2.6 (36.7)                 | 16.3 (61.3)                |
| Tối thiểu trung bình ngày °C (°F)        | −3.9 (25.0)                | −2.0 (28.4)                | 4.0 (39.2)                 | 11.2 (52.2)                | 16.9 (62.4)                | 22.0 (71.6)                | 24.6 (76.3)                | 21.8 (71.2)                | 15.8 (60.4)                | 8.3 (46.9)                 | 3.1 (37.6)                 | −1.3 (29.7)                | 10.0 (50.0)                |
| Lượng Giáng thủy trung bình mm (inches)  | 13 (0.5)                   | 11 (0.4)                   | 22 (0.9)                   | 22 (0.9)                   | 13 (0.5)                   | 4 (0.2)                    | 2 (0.1)                    | 1 (0.0)                    | 2 (0.1)                    | 6 (0.2)                    | 10 (0.4)                   | 13 (0.5)                   | 119 (4.7)                  |
| Số ngày giáng thủy trung bình (≥ 1.0 mm) | 5                          | 4                          | 6                          | 6                          | 4                          | 1                          | 1                          | 1                          | 1                          | 3                          | 4                          | 6                          | 42                         |
| Độ ẩm tương đối trung bình (%)           | 73                         | 63                         | 54                         | 46                         | 33                         | 26                         | 26                         | 25                         | 30                         | 43                         | 59                         | 74                         | 46                         |
| Số giờ nắng trung bình tháng             | 137.4                      | 155.1                      | 198.9                      | 228.9                      | 306.4                      | 363.3                      | 376.3                      | 367.0                      | 321.9                      | 249.0                      | 187.6                      | 131.0                      | 3.022,8                    |
| Nguồn: NOAA                              |                            |                            |                            |                            |                            |                            |                            |                            |                            |                            |                            |                            |                            |